# Shinyanga
Shinyanga è una cittadina della Tanzania settentrionale, capoluogo dell'omonima regione. Vi si trova una stazione della ferrovia Central Railway. È un centro di dimensioni modeste, situato sulla strada parzialmente asfaltata che congiunge Mwanza (143 km a nord) e Tabora (212 km a sud).
Vicino a Shinyanga (precisamente a Mwadui) si trova una delle principali miniere di diamanti del mondo, la miniera Williamson, aperta nel 1940.